# 台灣日治時期最高軍事統帥列表
本表所列為所有臺灣日治時期最高軍事統帥之名單，當時台灣之軍隊編制、名稱皆依時代有所不同。

## 臺灣守備混成旅團
- 樺山資紀：台灣總督兼任

## 臺灣守備隊
- 桂太郎：台灣總督兼任
- 乃木希典：台灣總督兼任
- 兒玉源太郎：台灣總督兼任
- 佐久間左馬太：台灣總督兼任
- 安東貞美：台灣總督兼任
- 明石元二郎：台灣總督兼任

## 臺灣軍
- 明石元二郎：1919年8月 – 1919年10月
- 柴五郎：1919年11月 – 1921年5月
- 福田雅太郎：1921年5月 – 1923年8月
- 鈴木莊六：1923年8月 – 1924年8月
- 菅野尚一：1924年8月 – 1926年7月
- 田中國重：1926年7月 – 1928年8月
- 菱刈隆：1928年8月 – 1930年6月
- 渡邊錠太郎：1930年6月 – 1931年7月
- 真崎甚三郎：1931年8月 – 1932年1月
- 阿部信行：1932年1月 – 1933年7月
- 松井石根：1933年8月 – 1934年7月
- 寺內壽一：1934年8月 – 1935年12月
- 柳川平助：1935年12月 – 1936年7月
- 畑俊六：1936年8月 – 1937年7月
- 古莊幹郎：1937年8月 – 1937年9月
- 兒玉友雄：1937年9月 – 1939年7月
- 牛島實常：1939年8月 – 1940年12月
- 本間雅晴：1940年12月2日 – 1942年4月
- 安藤利吉：1942年4月 – 1944年9月

## 第10方面軍
臺灣軍於1944年9月22日改稱為第10方面軍，司令僅1任，亦為末代臺灣總督。
- 安藤利吉：1944年9月22日

## 外部連結
- 臺灣軍司令部, 國立臺灣圖書館
- 原臺灣軍司令部[永久], 臺北市文化局
- 原臺灣軍司令官官邸, 臺北市文化局